# Jungfrun i tornet

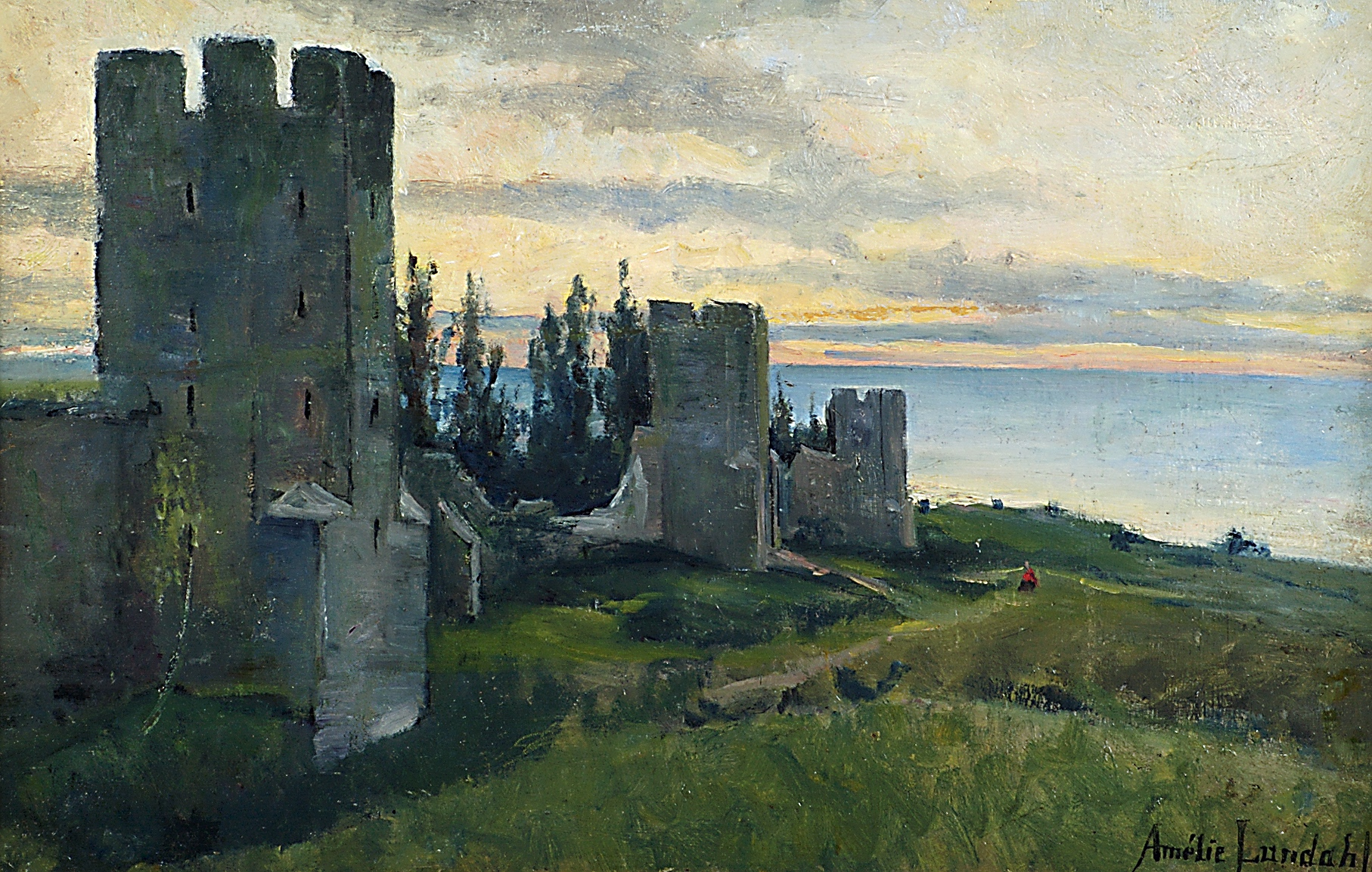
Ruinas del castillo (pintura de Amélie Lundahl)

Jungfrun me tornet (La doncella de la torre) JS 101, es la única ópera completa del compositor  finlandés Jean Sibelius. El libreto en sueco es obra de Rafael Herzberg. Se estrenó en una versión de concierto durante una recaudación de fondos por la noche para la Sociedad Filarmónica de Helsinki, el 7 de noviembre de 1896. Recibió otras tres actuaciones antes de que Sibelius decidiera retirarla, diciendo que quería revisar la partitura. No llegó a hacerlo y la ópera permaneció inédita hasta que fue transmitida por la radio finlandesa en 1981. El poco éxito de la obra se debe a la debilidad del libreto, descrito por Stephen Walsh como «un mejunje sin vida» (Viking p. 983). Algunas partes de la pieza muestran la influencia de Richard Wagner. La ópera consta de un solo acto, dividido en ocho escenas, y dura entre 35 y 40 minutos.

## Personajes
| Personaje  | Voz           | Estreno    |
| ---------- | ------------- | ---------- |
| Doncella   | soprano       |            |
| Alguacil   | barítono      |            |
| Amante     | tenor         |            |
| Castellana | mezzo-soprano | Emmy Achté |

## Sinopsis
La historia está ambientada en la Edad Media. Después de que la doncella o muchacha rechaza los avances del agente judicial, este la rapta y la encierra en su castillo. Ella se las arregla para contarle al amante su situación y se prepara para luchar en un duelo para liberarla cuando la castellana (encargada del castillo) llega y detiene al agente judicial. La virgen y el amante se reencuentran y la ópera termina con un regocijo general.

## Grabaciones
- The Complete Orchestral Music, Vol. 5. Jungfrun me tornet. Mari-Ann Häggander, Jorma Hynninen, Erland Hagegård, Tone Kruse, Orquesta Sinfónica de Gotemburgo y Coro, dirigido por Neeme Järvi (Bis, 1985).
- La virgen de la Torre. Garry Magee, Lilli Paasikivi, Solveig Kringelborn, Lars-Erik Jonsson, Orquesta Sinfónica Nacional de Estonia dirigida por Paavo Järvi (Virgen, 2002).